# Calvatia craniiformis
El Calvatia craniiformis, comúnmente conocido como el hongo bola de cerebro o el hongo bola con forma de cráneo, es una especie de hongo bola de la familia Agaricaceae. Se encuentra en Asia, Australia y Norteamérica, donde crece en el suelo en bosques abiertos. Su nombre, derivado de la misma raíz latina que cranium, alude a su parecido con el cerebro de un animal. El fruto tiene forma de calavera, mide 8-20 cm de ancho por 6-20 cm de alto y es de color blanco a tostado. Inicialmente lisa, la piel (peridio) desarrolla arrugas y pliegues a medida que madura, agrietándose y descamándose con la edad. Con el tiempo, el peridio se desprende y deja al descubierto una masa de esporas pulverulentas de color amarillo-marrón a amarillo verdoso (la gleba). El globo es comestible cuando la gleba es todavía blanca y firme, antes de que madure y se vuelva marrón amarillenta y pulverulenta. Los especímenes maduros se han utilizado en la medicina tradicional o popular de China, Japón y los ojibwe como agente hemostático o apósito para heridas. Se han aislado e identificado varios compuestos bioactivos a partir del globo encefálico.

## Taxonomía
La especie fue descrita por primera vez como Bovista craniiformis por Lewis David de Schweinitz en 1832. Elias Fries la transfirió al entonces recién circunscrito género Calvatia en 1849, estableciendo Calvatia craniiformis como la especie tipo y única. Scott Bates y sus colegas sugieren que el nombre es sinónimo de Lycoperdon delicatum publicado por Miles Joseph Berkeley y Moses Ashley Curtis en 1873 (no el L. delicatum publicado por Berkeley en 1854), al igual que Lycoperdon missouriense publicado por William Trelease en 1891. La forma C . craniiformis f. gardneri, publicada por Yosio Kobayasi en 1932 (originalmente Lycoperdon gardneri Berk. 1875),  desde entonces ha sido elevada a la especie distinta Calvatia gardneri.
En su monografía de 1962 sobre la Calvatia norteamericana , los micólogos Sanford Myron Zeller y Alexander H. Smith establecieron C. craniiformis como la especie tipo del stirps (una agrupación de especies afines) Craniiformis, que contiene especies con una gran base estéril y una gleba algodonosa persistente. Otras especies que incluyeron en este stirps fueron C. umbrina, C. diguetti, C. lycoperdoides, C. rubroflava, C. ochrogleba, C. excipuliformis (desde entonces transferida por algunas autoridades a Handkea), y C. elata.
El Calvatia craniiformis se conoce comúnmente como "hongo en forma de cerebro" u "hongo en forma de cráneo". El epíteto específico craniiformis deriva de las palabras griegas cranion, que significa «cerebro», y forma, «una forma».

## Descripción

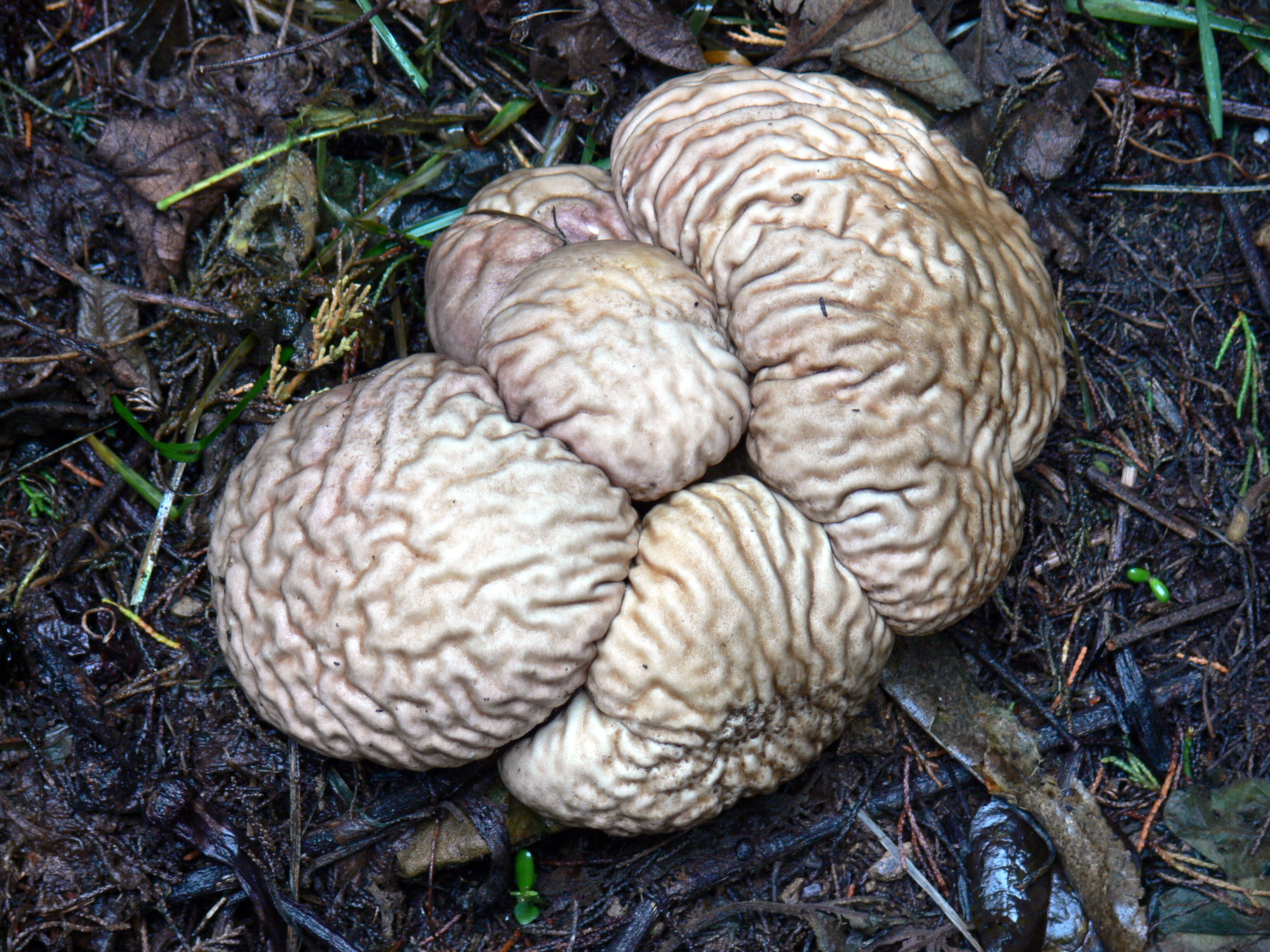
Racimo de cuerpos fructíferos en Nueva Zelanda

Los cuerpos fructíferos de Calvatia craniiformis alcanzan unas dimensiones de 6-20 cm (2,4-7,9 pulgadas) de alto por 8-20 cm (3,1-7,9 pulgadas) de ancho, y tienen una forma que va desde la forma de pera, a la aplanada-esférica, a la obovada (aproximadamente en forma de huevo), a la tunicada (como un cono invertido). En la base hay una base gruesa, a menudo arrugada, unida a un rizomorfo en forma de cordón, que a menudo está incrustado con el suelo circundante. Los rizomorfos están bien desarrollados y, cuando se cortan en sección longitudinal, revelan tres tejidos distintos: una corteza externa, una capa subcortical y un núcleo central.  delgado y frágil exoperidio (la capa externa de la «piel») es de color gris blanquecino a gris, e inicialmente liso antes de volverse areolado (dividido por grietas en áreas discretas). La base se extiende hasta un tercio o la mitad del globo (donde se convierte en la columnela) y se estrecha hasta un punto. La gleba es inicialmente blanquecina, luego amarillo-verdosa y finalmente marrón-verdosa en especímenes más viejos con esporas maduras.
Las esporas son esféricas, hialinas (translúcidas),  miden de 2,5 a 3,4 μm de diámetro, tienen paredes gruesas con un pedicelo corto (una extensión tubular),  y están ornamentadas con pequeñas espinas (verrugas) que son aproximadamente equidistantes entre sí. Los hilos capilíticos son largos, hialinos y ramificados, miden de 2,4 a 4 μm de grosor. Son septados y ocasionalmente tienen hoyos en sus paredes. El exoperidio está formado por hifas gruesas e infladas mezcladas con esferoquistes (células esféricas), mientras que el endoperidio está formado por hifas de paredes gruesas estrechamente entrelazadas. En los rizomorfos, las hifas del núcleo central son varias veces más gruesas que las del subcórtex circundante.

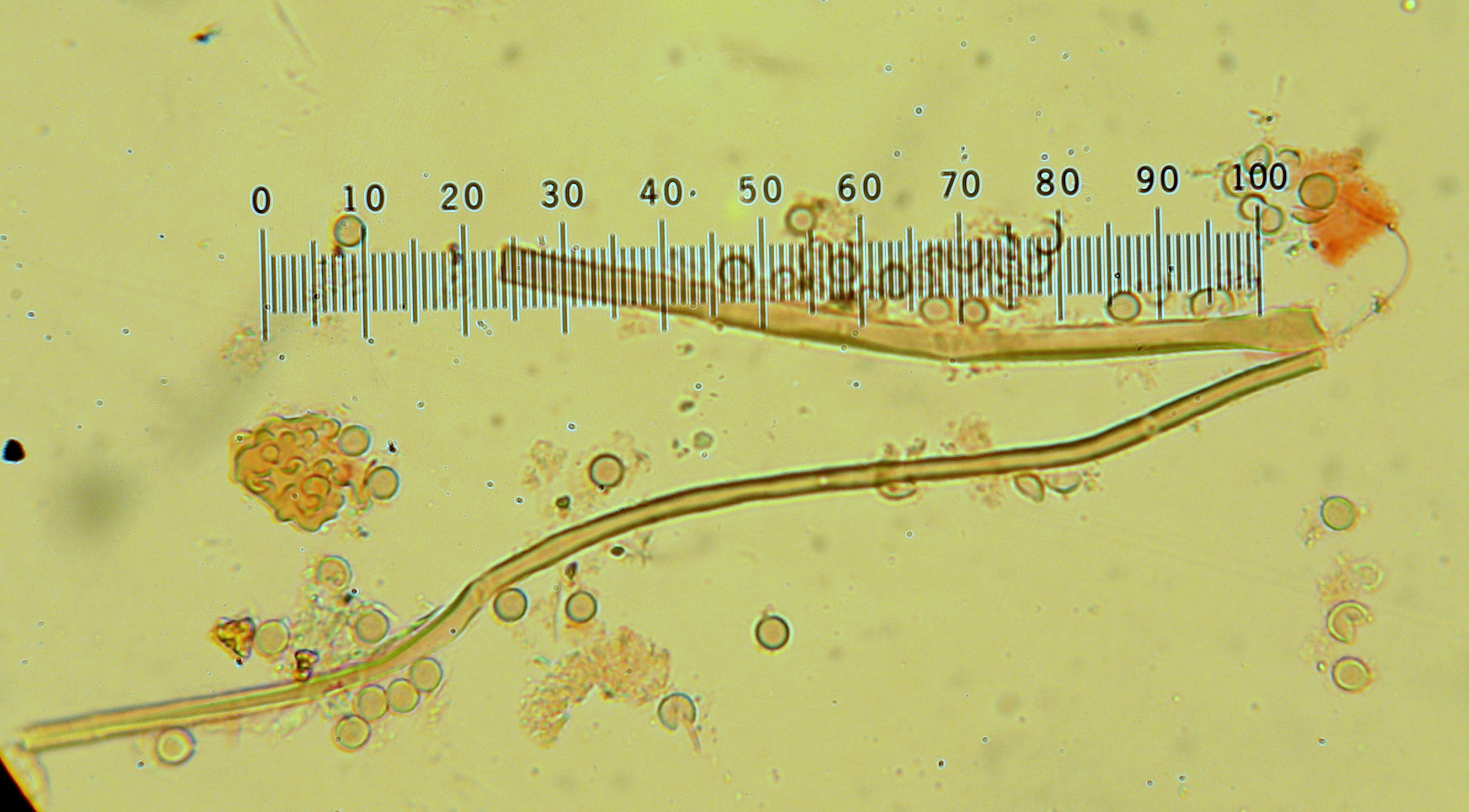
Esporas e hilos capilíticos

Mediante microscopía óptica, las esporas de Calvatia craniiformis son generalmente indistinguibles de las de C. rubroflava y C. gigantea; la microscopía electrónica revela que cada una tiene una ornamentación de espora distintiva. C. craniiformis presenta verrugas pequeñas y bien separadas (proyecciones verrugosas) de hasta 0,2 μm de altura con puntas redondeadas. En comparación, C. gigantea tiene verrugas más grandes (de hasta 0,4 μm de altura) y dispuestas de forma más irregular.

### Desarrollo
Los cuerpos fructíferos surgen de las puntas o de las ramas laterales o rizomorfos. Los nuevos cuerpos fructíferos están formados por un exterior de hifas gruesas similares a las que se encuentran en el núcleo del rizomorfo; en cambio, las hifas del interior se originan en el núcleo del globo. A diferencia de otras especies de globos, el peridio no se diferencia en un exoperidio y un endoperidio distintos, sino que la capa exterior desarrolla las características de un pseudoparénquima (un tejido estrechamente organizado en el que las células apretadas se asemejan al parénquima vegetal) a medida que las hifas radiales y tangenciales se entrelazan. Con el tiempo, el peridio se seca y cae en escamas para dejar al descubierto la gleba subyacente.

### Especies similares
Los pliegues de la superficie en forma de cerebro y la gleba marrón olivácea madura son característicos de la Calvatia craniiformis, pero los bólidos más jóvenes que aún no han desarrollado estas características pueden ser difíciles de identificar. Otro bejuco comestible, C. cyathiformis (bejuco lila), alcanza dimensiones similares, pero su gleba madura es de color marrón púrpura. Calvatia fragilis es más pequeña y su gleba madura es de color rosa o púrpura. C . bicolor es un bejín más pequeño y redondeado que podría confundirse con ejemplares jóvenes de C. craniiformis, pero la primera especie tiene esporas más toscamente ornamentadas y carece de una subgleba distintiva. La Handkea utriformis es similar en apariencia a C. craniiformis, pero a diferencia de esta última desarrolla una abertura cavernosa para revelar una gleba marrón oliva, y tiene hendiduras distintivas en sus hilos capilíticos.

## Usos

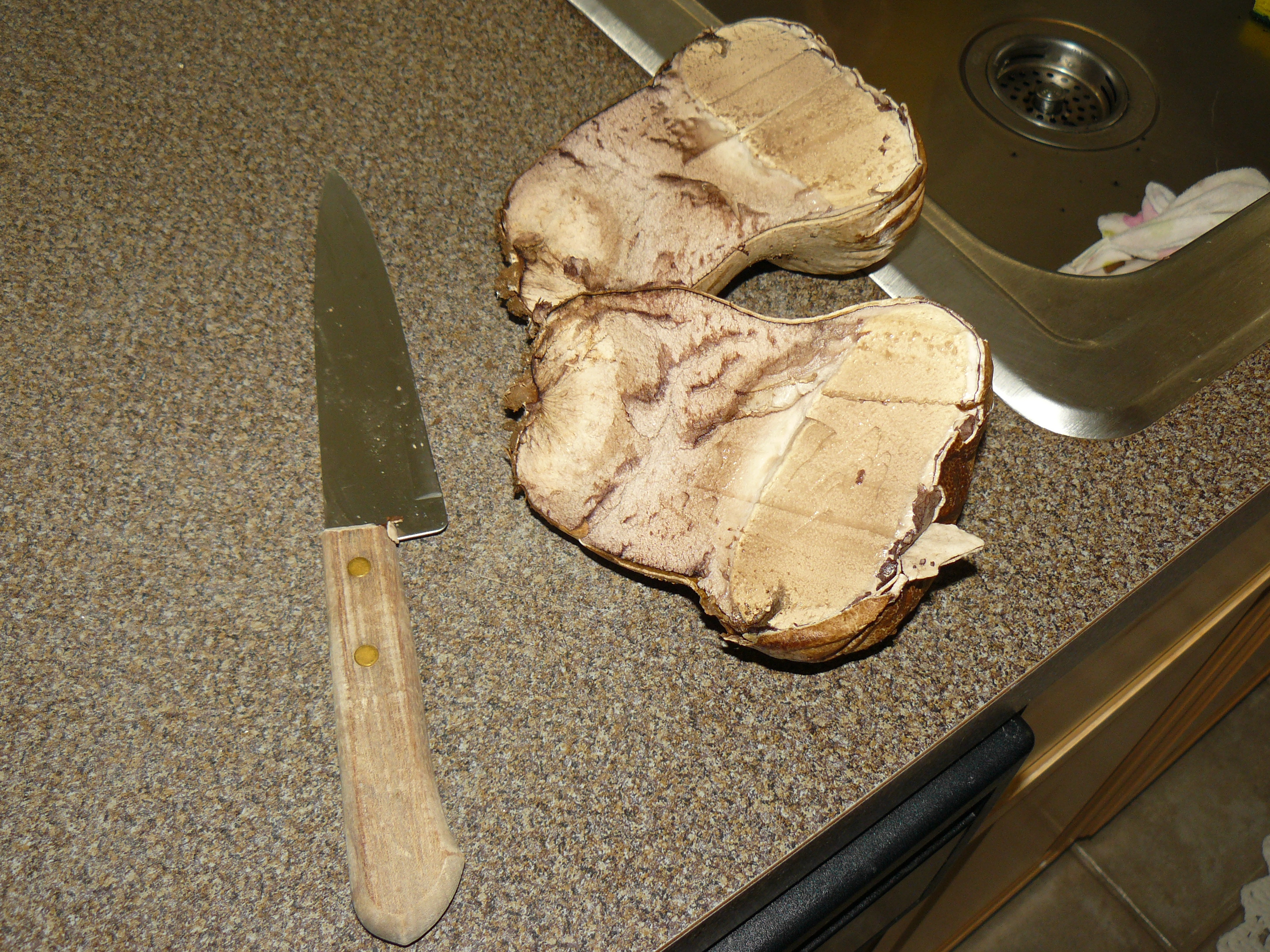
La Calvatia craniiformis es comestible cuando la gleba es firme y blanca, a diferencia del ejemplar de la foto.

La Calvatia craniiformis es una especie comestible. Los globos jóvenes con una gleba firme y blanca tienen un olor suave y un sabor agradable. El micólogo Charles McIlvaine, de principios del siglo XX, señaló hace más de un siglo que «el más mínimo cambio a amarillo lo hace amargo versátil en la cocina, el globo absorbe bien los sabores.
En Estados Unidos, los ojibwe utilizaban la gleba pulverulenta como agente hemostático para frenar las hemorragias nasales: el polvo de esporas se inhalaba por las fosas nasales. Ahora se sabe que esta práctica puede provocar la enfermedad pulmonar licoperdonosis, que causa síntomas similares a la neumonía. También se utiliza como agente hemostático en la medicina popular china y japonesa.

## Hábitat y distribución
Aunque Calvatia craniiformis se considera generalmente una especie sapróbica, en condiciones controladas de laboratorio, en una publicación de 1966 se informó de una ectomicorriza entre el hongo y el liquidámbar americano (Liquidambar styraciflua). Un estudio chino demostró que C. craniifromis formaba fácilmente micorrizas con plántulas de álamo en suelo no esterilizado, pero no en suelo esterilizado. Investigaciones posteriores no pudieron establecer una asociación similar entre C. craniiformis y Pinus ponderosa.Las bolas en forma de cerebro crecen solitarias o en grupos en campos y bosques abiertos, bosques de frondosas y zonas húmedas. En Asia, se ha registrado su presencia en China, India, Indonesia, Japón, Malasia, y Corea del Sur. Se ha registrado su presencia en Australia. En Norteamérica, su área de distribución incluye el este y el sur de Estados Unidos, y México. En Michigan, es uno de los pocos macrohongos que se encuentran regularmente en las plantaciones de Robinia pseudoacacia. Los cuerpos fructíferos sirven como fuente de alimento para varias especies de moscas.

## Investigación
Los extractos del búfalo tienen una fuerte actividad antitumoral en modelos de ratón atribuible a polisacáridos unidos a proteínas, los compuestos calvatán, craniformina y un tautómero de rubroflavina. Se cree que el calvatán actúa estimulando la respuesta inmunitaria, más que matando células. La craniformina, de la que se informó originalmente en 1997, es un compuesto azoformamida. Se han identificado tres compuestos de esterol del hongo: ergosta-4,6,8(14), 22-tetraeno-3-ona, ergosta-7,22-dieno-3-ol y peróxido de ergosterol.
Se han aislado e identificado tres compuestos azo- y azoxiformamidas a partir del globo hinchado y se ha comprobado su capacidad para inhibir el crecimiento de las plantas: 4-metoxibenceno-1-ONN-azoxiformamida, 4-metoxibenceno-1-azoformamida y 4-hidroxibenceno-1-azoformamida. Sólo el primer compuesto fue significativamente inhibitorio, lo que sugiere que la presencia de la fracción azoxi es necesaria para la inhibición del crecimiento.

### Literatura citada
- Bates ST, Roberson RW, Desjardin DE (2009). "Hongos gasteroides de Arizona I: Lycoperdaceae (Agaricales, Basidiomycota)"

- Datos: Q5024214
- Multimedia: Calvatia craniiformis / Q5024214
- Especies: Calvatia craniiformis